# Deutsche Bahn
Deutsche Bahn AG (zkratka VKM DB, v němčině jednotné číslo, v překladu Německá dráha, a.s., česky ale často množné: Německé dráhy) je největší železniční dopravce v Německu se zásadním významem pro německé hospodářství.
Tento dopravce vznikl roku 1994 (po znovusjednocení Německa) jako následník spolkové Deutsche Bundesbahn, do které byla začleněna Deutsche Reichsbahn (DR). Do společnosti byl vložen také rozsáhlý majetek DR v dřívějším Západním Berlíně.
Z hlediska právní formy se jedná o koncern s více než 80 dceřinými společnostmi. Železniční doprava tvoří přibližně polovinu obratu společnosti, zbylou část tvoří další dopravní a logistické služby.
Sídlem řídicích orgánů koncernu byl po dlouhou dobu Frankfurt nad Mohanem. V roce 1996 centrála firmy přesídlila do berlínského mrakodrapu BahnTower. Do roku 2010 se měla přestěhovat na nově vybudované berlínské hlavní nádraží (Berlin Hauptbahnhof), ale tato akce byla z více důvodů zastavena.
V srpnu 2010 Evropská unie odsouhlasila převzetí skupiny Arriva společností Deutsche Bahn AG. Na ceně zhruba 2,5 miliardy liber (75 miliard Kč) se investor dohodl již v dubnu. Šlo o největší akvizici v historii Deutsche Bahn a sloučená skupina se tím stala největším osobním dopravcem v Evropě.

## Aktivity v Česku
V únoru 2013 agentura Reuters zveřejnila zprávu, že Deutsche Bahn koupí od francouzské firmy Veolia Transdev její středoevropskou dceřinou firmu Veolia Transport Central Europe včetně aktivit v autobusové dopravě v Česku (Veolia Transport Česká republika), na Slovensku, v Polsku, Srbsku, Chorvatsku a Slovinsku, o rozsahu přes 3 300 vozidel a přes 6 300 zaměstnanců, a to za přibližně 200 milionů eur (5,1 miliardy Kč).
Dne 25. října 2013 obdržel Úřad pro ochranu hospodářské soutěže návrh společnosti DB Czech Holding s.r.o. vlastněné německou společností DB Mobility Logistics AG ze skupiny Deutsche Bahn na spojení soutěžitelů formou výlučného ovládnutí společnosti Abellio CZ a.s. včetně dceřiných společností PT REAL, spol. s r.o. a PROBO BUS a.s., zejména v oblasti autobusové dopravy.